# Emma Bechtle-Kappis
Emma Bechtle-Kappis (geboren 1. Juli 1875 als Emma Kappis in München; gestorben 2. September 1957 in Stuttgart) war eine deutsche Malerin.

## Leben
Emma Kappis war die Tochter von Albert Kappis, einem württembergischen Lithographen und Landschaftsmaler, und Friederike Kolb. Die beiden unternahmen 1874 ihre Hochzeitsreise nach Venedig, bis Albert Kappis 1880 eine Professur für Landschaftsmalerei an der Königlichen Kunstschule Stuttgart erhielt.
Kappis war Ehefrau des Stuttgarter Ministerialdirektors Otto Bechtle. Seit der Hochzeit nannte sie sich Emma Bechtle-Kappis. Sie lebte in Stuttgart-Degerloch und später in der Sonnenbergerstr. 8 (heute Sonnenbühl) in einem Haus, das zuvor die Malerinnen Anna, Pietronella und Ida Peters bewohnt hatten.
Bechtle-Kappis studierte Malerei an der Akademie der Bildenden Künste Stuttgart bei Josef Kerschensteiner, Robert Breyer, Robert Poetzelberger und Leo Bauer. Sie erweiterte ihre künstlerische Ausbildung an der Heymann-Schule München bei J. Buchner und malte vor allem Stillleben, Landschaften und Porträts.
Bechtle-Kappis war seit 1928 Mitglied im Württembergischen Malerinnenverein (WMV) und bis 1957 Mitglied in der Nachfolgeorganisation, dem Bund Bildender Künstlerinnen Württemberg (BBK/W). Eine lebenslange Freundschaft verband sie mit der Malerin Elise Daimler, die ebenfalls Mitglied des WMV war. Von 1947 bis 1957 war sie zudem Mitglied im Verband bildender Künstler Württemberg (VBKW).

## Ausstellungen
- 1925: Große Schwäbische Kunstschau des Künstlerbundes Stuttgart[4][6]
- 1927: Glaspalast München.[7]
- 1932: Dritte Ausstellung der Juryfreien Künstlervereinigung Stuttgart mit Sonderausstellung „Das Bild im Raum“ auf dem Interims-Theaterplatz, Stuttgart.[6]
- Mehrfach Ausstellungen im Württembergischen Kunstverein Stuttgart[4]
- 1950: Gedächtnisausstellung zum 75. Geburtstag[4]
- 1955: Ausstellung mit Elise Daimler und Maria Krauskopf im Bund bildender Künstlerinnen Württembergs, Stuttgart.[8]

## Werke
Einige Werke von Bechtle-Kappis sind Bestandteil der Sammlung der Galerie der Stadt Stuttgart:
- Gewitter, Öl auf Pappe von 1925
- Sonniger Budenwinkel, Tempera auf Papier von 1931
- Stadtpark, Aquarell auf Papier, ohne Jahr

Der Bund Bildender Künstlerinnen Württembergs hat ein Aquarell in seiner Sammlung: Kleines Blumenstück, ohne Jahr.
Folgende Ölgemälde waren auf Ausstellungen vertreten, der Verbleib ist jedoch unbekannt: Alte Bauernküche, Stilleben, Blumenstück, Vom Bodensee, Bildnis Herr K.
Das Bild Stilleben mit Blumen und Krug, eine Gouache auf Zeichenkarton von 1930, wurde in einer Auktion angeboten. Ebenso die Bilder Geranien und Frühlingsblumen in der Vase.